# Армстронг, Билли Джо
Би́лли Джо А́рмстронг (англ. Billie Joe Armstrong; род. 17 февраля 1972, Окленд, Калифорния) — американский музыкант, певец, автор песен и актёр, наиболее известный как лид-вокалист и гитарист панк-рок группы Green Day, которую он основал вместе с Майком Дёрнтом в 1987 году. Он также гитарист и вокалист панк-рок группы Pinhead Gunpowder, а также исполняет вокальные партии в сайд-проектахː Foxboro Hot Tubs, The Network, The Longshot и The Coverups. Критики считают Армстронга одним из величайших гитаристов панк-рока всех времён.
Армстронг проявил интерес к музыке в юном возрасте и записал свою первую песню в возрасте пяти лет. Он познакомился с Дёрнтом, когда учился в начальной школе, и их мгновенно сблизил взаимный интерес к музыке, создав группу Sweet Children, когда им обоим было по 14 лет. Позже группа сменила название на Green Day. Армстронг также занимался музыкальными проектами, включая многочисленные совместные работы с другими музыкантами.
Деловые предприятия Армстронга включают основание Adeline Records для поддержки других групп в 1997 году, что совпало с выпуском альбома Nimrod. Adeline Records подписал такие группы, как The Frustrators, AFI и Dillinger Four. Звукозаписывающая компания закрылась два десятилетия спустя, в августе 2017 года. Армстронг также стал соучредителем Oakland Coffee Works в 2015 году.

## Ранняя жизнь
Билли Джо Армстронг родился 17 февраля 1972 года в городе Окленд, штат Калифорния. У него есть четыре старших брата и сестры: Дэвид, Алан, Марси, Холли и Анна. Он самый младший в семье Олли Джексон и Эндрю Марсикано Армстронга. Его отец работал дальнобойщиком, а также подрабатывал в клубах, исполняя джаз. Его мать работала официанткой в Rod’s Hickory Pit в Эль-Серрито, Калифорния, где он и Майк Дёрнт отыграли свой первый концерт в 1987 году. В сентябре 1982 года, когда будущей звезде было всего 10 лет, его отец, Энди, скончался от рака пищевода. Песня «Wake Me Up When September Ends» — память о его отце. В 11 лет мать подарила ему первую электрогитару, это была знаменитая «Blue», на которой Билли играет и по сей день. Его прапрабабушка Тереза Нигро и дедушка Пьетро Марсикано были итальянскими иммигрантами из Виджано, которые поселились в Бостоне до 1869 года, когда они переехали в Беркли, Калифорния.
Армстронг посещал начальную школу Хиллкрест в Родео, где учитель посоветовал ему записать песню под названием «Look for Love» в возрасте пяти лет на лейбле Fiat Records. Петь Билли начал довольно-таки рано, в 5 лет. Он часто бывал в больницах и пел там их пациентам. После смерти его отца его мать вышла замуж за человека, которого не любили её дети, что привело к дальнейшему уходу Армстронга в музыку. В возрасте 10 лет он встретил Дёрнта в школьной столовой, и их сразу сблизила любовь к музыке. Он заинтересовался панк-роком после того, как его познакомили с этим жанром его братья. Он также упомянул Van Halen, Ramones, The Replacements и Hüsker Dü в качестве основных музыкальных влияний. Его первым концертом было выступление Van Halen в 1984 году. Наряду с начальной школой Хиллкрест Армстронг посещал среднюю школу Каркинеза и среднюю школу Джона Светта в Крокетте, Калифорния, а позже перевелся в среднюю школу Пинол-Вэлли в Пиноле, Калифорния. В свой 18-й день рождения он бросил учёбу, чтобы продолжить музыкальную карьеру.

## Карьера
В 1987 году, в возрасте 15 лет, Армстронг создал группу Sweet Children со своим другом детства Майком Дёрнтом. Вначале Армстронг и Дёрнт оба играли на гитаре, с Раджем Панджаби на барабанах и Шоном Хьюзом на басу. Позже Панджаби был заменен на барабанах Джоном Киффмейером, также известным как Эл Собран. После нескольких выступлений Хьюз покинул группу в 1988 году; затем Дёрнт начал играть на басу, и они стали пауэр-трио. Они сменили своё название на Green Day в апреле 1989 года, выбрав это название из-за своей любви к марихуане.
В 1989 году Green Day выпустили свой дебютный EP 1,000 Hours на лейбле Lookout! Records. Они записали свой дебютный студийный альбом 39/Smooth и расширенную версию Slappy в 1990 году, которые позже были объединены с 1,000 Hours в сборник 1,039/Smoothed Out Slappy Hours в 1991 году.
В 1990 году Армстронг исполнил партию соло-гитары и бэк-вокала в трёх песнях для последнего EP IV группы The Lookouts, в котором на барабанах играл Тре Кул. Тре стал барабанщиком Green Day в конце 1990 года после того, как Собранте ушёл, чтобы поступить в колледж. Кул дебютировал на втором альбоме Green Day, Kerplunk (1991).
В 1991 году Армстронг присоединился к группе Pinhead Gunpowder. Группа выпустила несколько EP и альбомов с 1991 года по настоящее время и периодически даёт живые концерты.
В 1993 году Армстронг несколько раз играл вживую с калифорнийской панк-группой Rancid. Вокалист Rancid, Тим Армстронг, попросил Билли Джо Армстронга присоединиться к его группе, но тот отказался из-за его прогресса с Green Day. Однако Билли Джо Армстронг был признан соавтором песни Rancid 1993 года «Radio».
Со своим третьим альбомом, Dookie (1994), Green Day прорвались в мейнстрим и остались одной из самых популярных рок-групп 1990-х и 2000-х годов с более чем 60 миллионами проданных пластинок по всему миру. За альбомом последовали Insomniac (1995), Nimrod (1997) и Warning (2000).
Армстронг сотрудничал со многими артистами. Он был соавтором песни группы the Go-Go’s 2001 года «Unforgiven». Он был также соавтором песен с Пенелопой Хьюстон («The Angel and The Jerk» и «New Day»), и пел бэк-вокал с Мелиссой Ауф дер Маур в песне Райана Адамса «Do Miss America» (где они выступали в качестве бэк-группы Игги Попа на его альбоме Skull Ring в треках «Private Hell» и «Supermarket»). Армстронг спродюсировал альбом для the Riverdales. Он был частью сайд-проекта Green Day the Network с 2003 по 2005 год, который снова стал активным в 2020 году. The Network выпустили два альбома: Money Money 2020 (2003) и Money Money 2020 Part II: We Told Ya So!. (2020).
Надеясь прочистить голову и разработать новые идеи для песен, Армстронг в 2003 году в одиночку отправился в Нью-Йорк на несколько недель, сняв небольшую квартиру в Ист-Виллидж, Манхэттен. Большую часть этого времени он проводил в долгих прогулках и участвовал в джем-сейшнах в подвале Hi-Fi, бара Манхэттена. Однако друзья, которых он завёл за это время, на его вкус, выпили слишком много, что послужило катализатором возвращения Армстронга в область залива Сан-Франциско. После возвращения домой Армстронг был арестован за вождение в нетрезвом виде 5 января 2003 года и освобожден под залог в размере 1200 долларов.

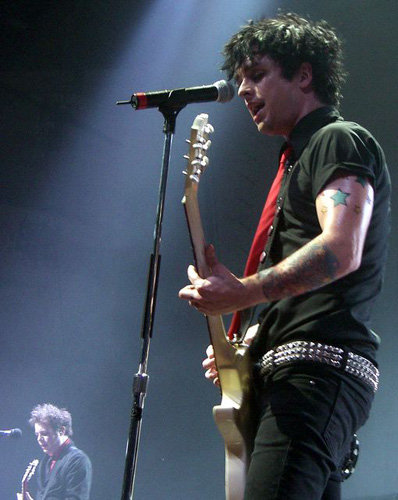
Армстронг в 2005 году.

В 2004 году Green Day дебютировали с American Idiot, своей первой рок-оперой. Альбом разошёлся тиражом более 15 миллионов копий по всему миру, чему способствовали хитовые синглы «American Idiot», «Boulevard of Broken Dreams» и «Wake Me Up When September Ends». В 2009 году Green Day выпустили 21st Century Breakdown, вторую рок-оперу группы, которая имела ещё один коммерческий успех. В промежутке между этими двумя альбомами Армстронг был ведущим вокалистом сайд-проекта Green Day Foxboro Hot Tubs, который образовался в 2007 году и с тех пор группа периодически даёт живые концерты. Foxboro Hot Tubs выпустили один альбом, Stop Drop and Roll!!!, в 2008 году.
В 2009 году Армстронг сформировал группу под названием Rodeo Queens вместе с участниками Green Day и панк-рокером из Нью-Йорка Джесси Малином. Они выпустили одну песню вместе с видеоклипом под названием «Depression Times».
В 2009 году American Idiot был экранизирован в Бродвейский театре, также называемом Американский идиот. Мюзикл получил две премии «Тони». Армстронг появился в Американском идиоте в роли Святого Джимми в конце 2010 года и в начале 2011 года.

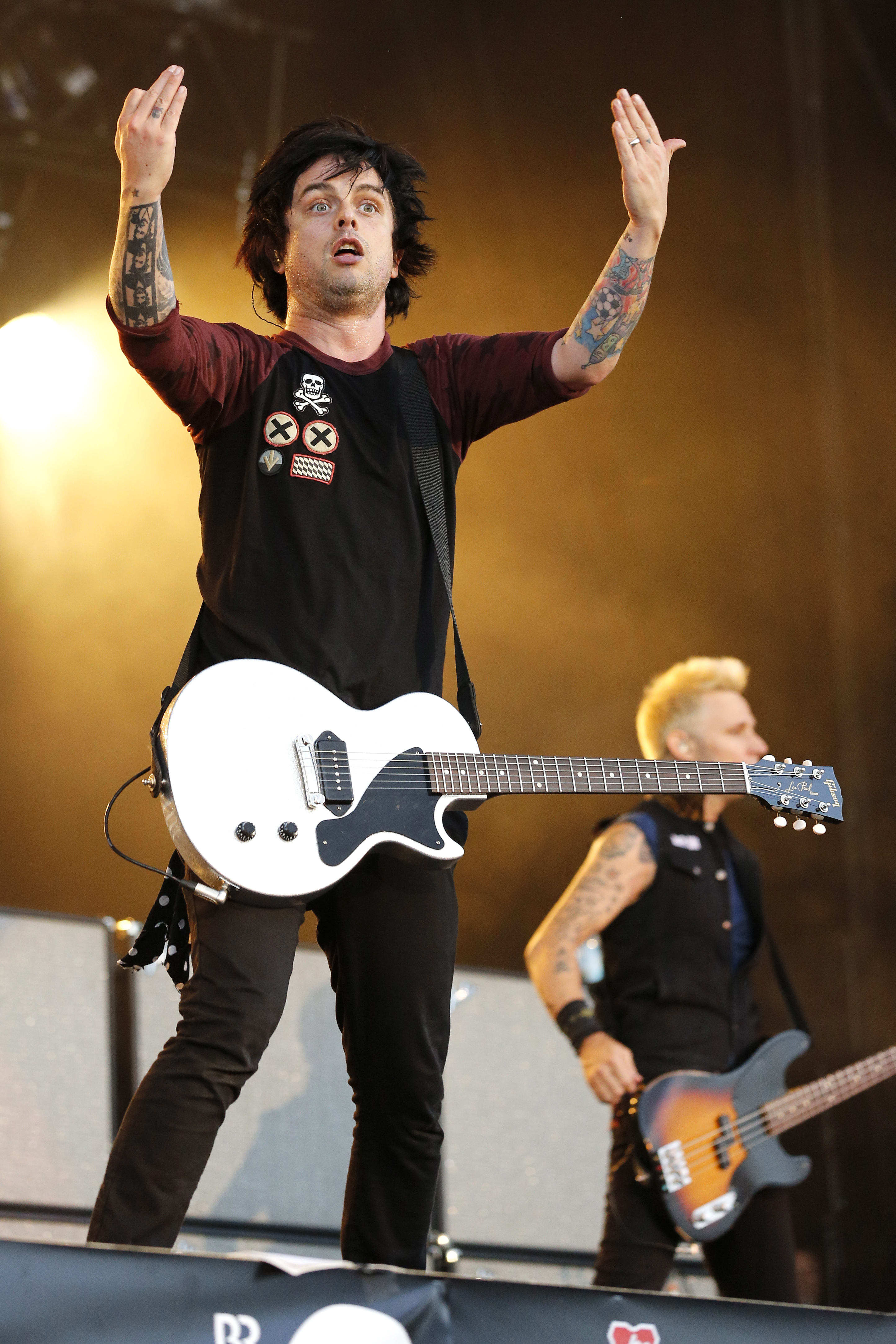
Армстронг в 2013 году.

В 2012 году Green Day выпустили трилогию альбомов: ¡Uno!, ¡Dos!, ¡Tré!. В 2013 году Армстронг появился в 3 сезоне «Голоса» канала NBC в качестве помощника наставника команды Кристины Агилеры. В 2013 году Армстронг и певица Нора Джонс выпустили альбом Foreverly, состоящий из каверов на песни из альбома The Everly Brothers Songs Our Daddy Teached Us. Первый сингл с альбома, «Long Time Gone», был выпущен 23 октября.
Армстронг также сотрудничал с комедийной хип-хоп группой the Lonely Island в их песне «I Run NY» из альбома The Wack Album, выпущенного 7 июня 2013 года. Он снялся вместе с Лейтон Мистер в фильме 2014 года Как воскресенье, так дождь. За свою работу в фильме Билли Джо получил премию Breakout Performance Award на фестивале независимого кино в Вильямсбурге в 2014 году. Армстронг написал песни для These Paper Bullets, рок-музыкальной адаптации пьесы Много шума из ничего, премьера которой состоялась в Йельском репертуарном театре в марте 2014 года.
В 2014 году Армстронг присоединился к the Replacements на ряде концертов, которые начнутся 19 апреля в Coachella. Фронтмен Пол Вестерберг страдал от проблем со спиной и большую часть концерта провел, лежа на диване, пока Армстронг помогал играть его партии. Вестерберг назвал Билли Джо «расширением группы». Армстронг снова присоединился к the Replacements на сцене на музыкальном фестивале Shaky Knees в Атланте в мае.
В ноябре 2014 года Армстронг переехал со своим сыном Джозефом в Нью-Йорк и начал работать над другой актёрской ролью, в фильме Обычный мир. Это была первая главная актёрская роль Армстронга. Фильм посвящён кризису среднего возраста мужа и отца, который пытается вернуться к своему панк-прошлому. Фильм был выпущен в 2016 году. В него вошли новые песни, написанные и исполненные Армстронгом. Фильм получил смешанные отзывы, хотя в целом высоко оценили игру самого Армстронга, а The Village Voice написал, что у него «сдержанное обаяние, предполагающее, что при желании он мог бы чаще появляться на экране в перерывах между альбомами».
В октябре 2016 года Green Day выпустили свой альбом Revolution Radio. В июле 2017 года Армстронг сформировал супергруппу с Тимом Армстронгом из Rancid под названием The Armstrongs.
В апреле 2018 года Армстронг сформировал рок-группу the Longshot, а 20 апреля группа выпустила свой дебютный студийный альбом Love Is for Losers. Вскоре после этого Армстронг объявил, что он и the Longshot отправятся в летнее турне. Помимо Армстронга, в состав группы входят Кевин Престон и Дэвид С. Филд из группы Prima Donna на соло-гитаре и барабанах соответственно, и давний гастрольный участник Green Day, Джефф Матика, на басу.
В 2019 году Армстронг стал соавтором и исполнителем трека «Strangers & Thieves» для альбома Sunset Kids Джесси Малина.
В феврале 2020 года Green Day выпустили свой тринадцатый альбом, Father of All Motherfuckers.
Четырнадцатый альбом Green Day, Saviors, был выпущен 19 января 2024 года.

## Инструменты
Первой гитарой Армстронга была акустическая гитара «Cherry Red Hohner», которую купил ему отец. Затем, когда ему было одиннадцать, он получил свою первую электрогитару, копию Fender Stratocaster, которую он назвал «Blue». Его мама получила «Blue» от Джорджа Коула, который учил Билли игре на электрогитаре в течение 10 лет. Армстронг сказал в интервью 1995 MTV: «В принципе, это были не уроки игры на гитаре, потому что я никогда не учился читать ноты, он просто научил меня постановке рук». Коул купил гитару новой у Дэвида Марджена из группы Santana. Коул дал Билли звукосниматель «Bill Lawrence Humbucking» и предложил его установить в бридж. После того как звукосниматель был выведен из строя на Вудстоке '94, Армстронг поставил Duncan JB.

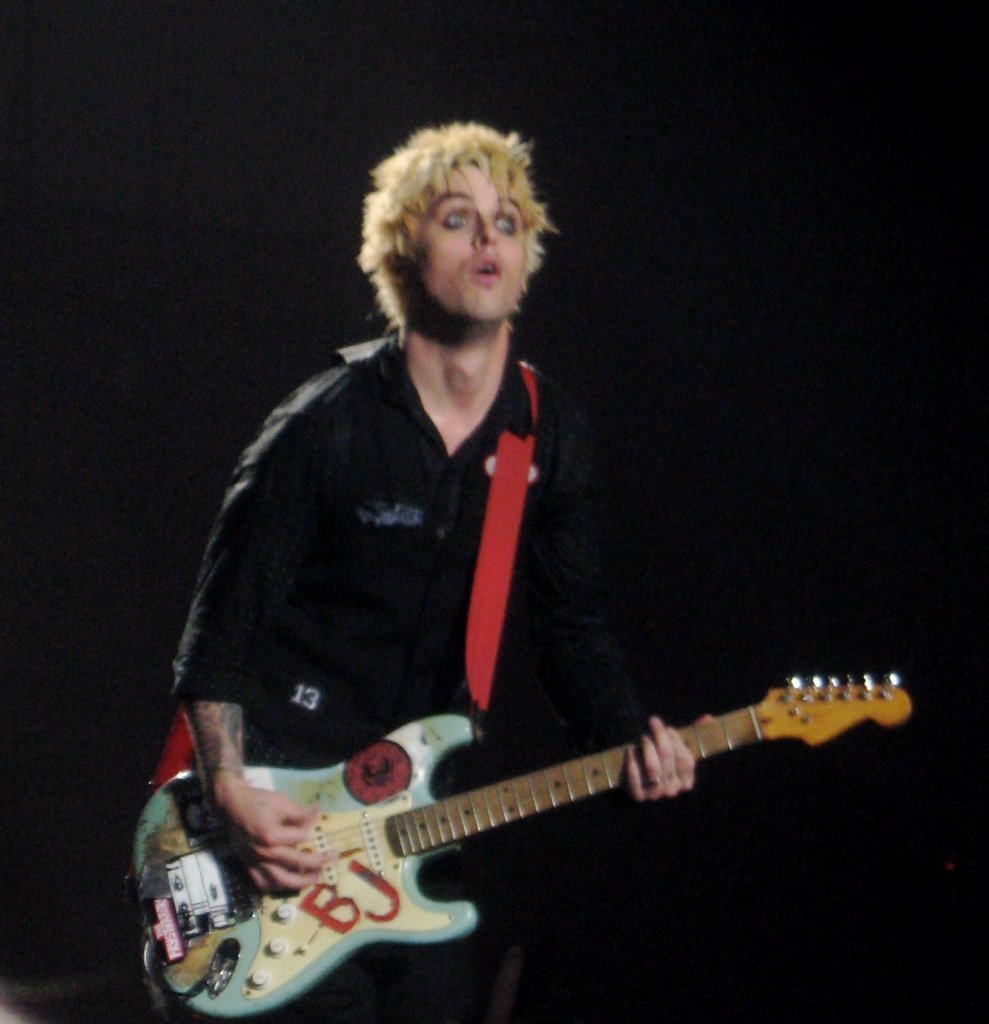
Армстронг на выступлении с гитарой «Blue», 2009 год.

Армстронг фетишировал гитару своего учителя, отчасти потому, что имел качество звука и Van Halen-овскую нежную плавность, которой он не мог добиться от своего маленького красного Hohner’а. Однако больше всего он ее ценил из-за его отношений с Коулом, ставшим ему почти отцом после смерти Энди. Он гастролировал с этой гитарой с первых дней группы и продолжает использовать её и по сей день.

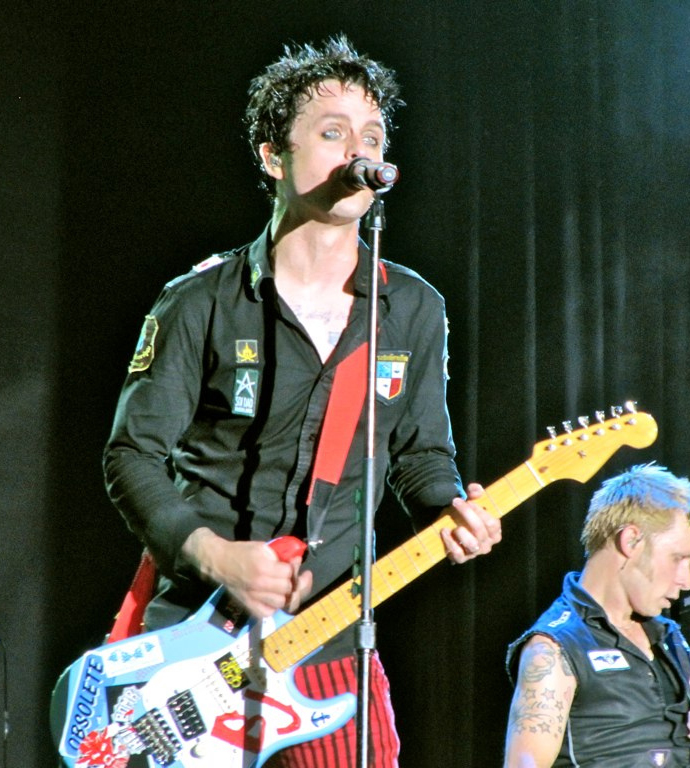
Армстронг на выступлении с репликой Fender гитары «Blue», 2010 год.

«Blue» также встречается в некоторых из их видеоклипов начиная с «Longview», «Basket Case», «Brain Stew/Jaded», «Hitchin' a Ride», и наконец в «Minority».

Сегодня Армстронг в основном использует гитары Gibson и Fender. Двадцать из его гитар — это Gibson Les Paul Junior от середины до конца 1950-х годов. Его Fender Коллекция включает в себя: Stratocaster, Jazzmaster, Telecaster, Hollowbody Gretsch и его копии «Blue». Он заявляет, что его любимая гитара — 1956 Gibson Les Paul Junior, которую он называет «Floyd». Он купил эту гитару в 2000 году незадолго до записи их альбома «Warning». Армстронг также имеет свою собственную линию гитар Les Paul Junior от Gibson, созданную по образцу «Floyd», оригинала 1956 Les Paul Junior Билли Джо.

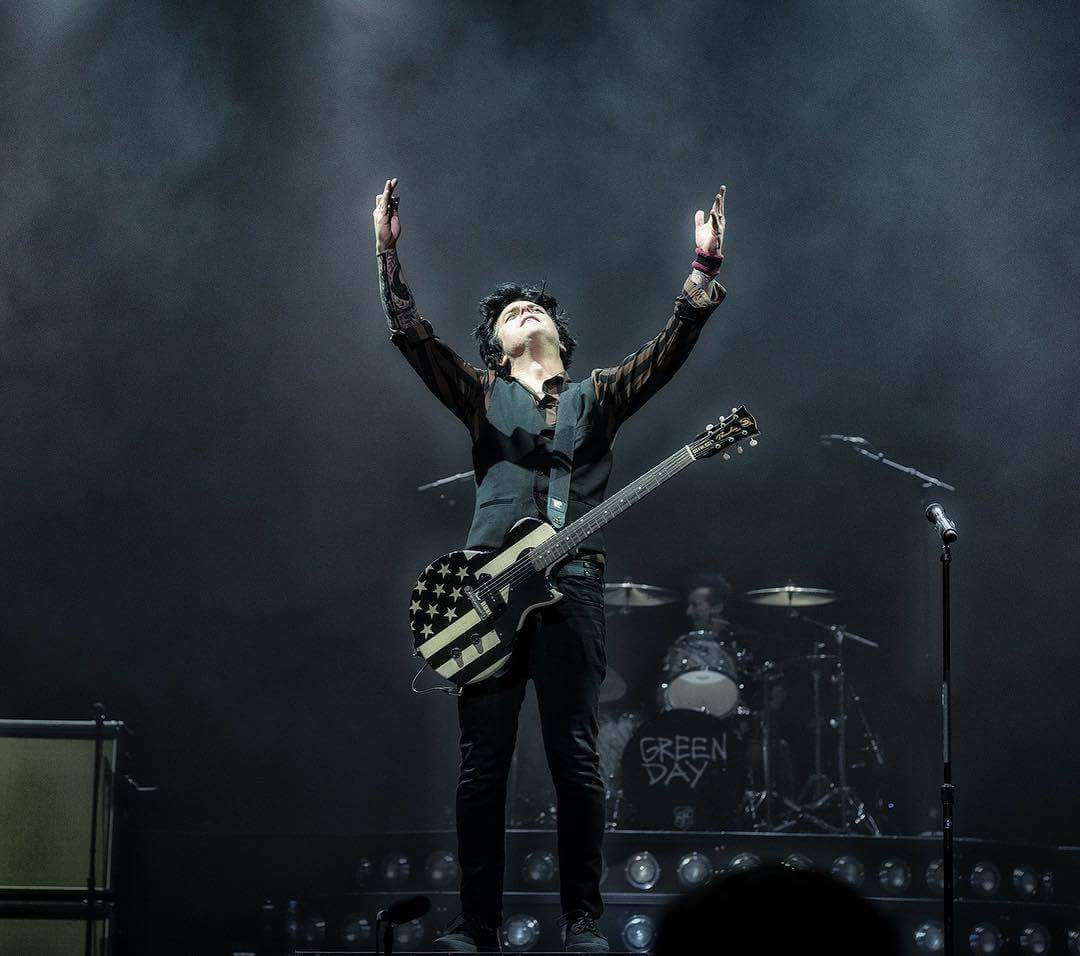
Армстронг на выступлении с гитарой «Custom Painted», 2017 год.

Он неплохо играет на нескольких других инструментах. Он записывал партии гармоники и мандолины, фортепиано в 21st Century Breakdown, и играл на барабанах во время концертов время от времени. Также в последнее время Армстронг начал осваивать саксофон.

## Личная жизнь
В 1990 году Армстронг, на шоу Green Day в Миннеаполисе, штат Миннесота, встретил Эдриенн Нессер. Они поженились 2 июля 1994 года; на следующий день после свадьбы Нессер обнаружила, что беременна. Их сын, Джозеф Марсиано «Джоуи» Армстронг, родился 28 февраля 1995 года; он является барабанщиком группы SWMRS. Их второй сын, Джейкоб Дейнджер Армстронг (род. 12 сентября 1998) — гитарист и автор песен, играющий в составе группы Mt. Eddy.
В июне 2018 года мэр Виджано Амедео Чикала присвоил Армстронгу почётное гражданство Виджано, итальянской коммуны, откуда были родом его прапрабабушка и дедушка по отцовской линии. Армстронг является членом совета директоров проекта «Шимпанзе», убежища для бывших исследовательских шимпанзе, финансируемого в значительной степени Обществом защиты животных Соединённых Штатов.

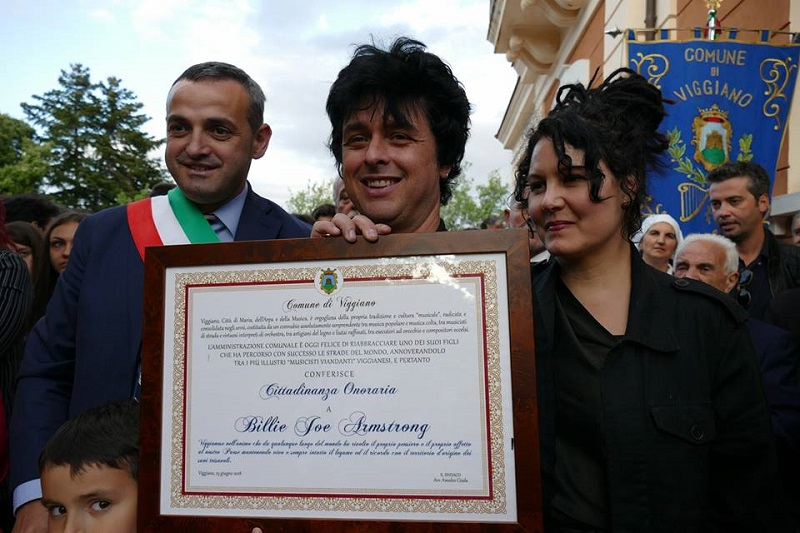
Армстронг получает своё почётное гражданство Виджано в 2018 году.

Армстронг — фанат футбола и один из совладельцев Oakland Roots SC.

### Деловые предприятия
В 1997 году Армстронг стал соучредителем Adeline Records, звукозаписывающего лейбла, работающего в стиле рок и панк-рок, которым в последние годы руководил Пэт Маньярелла, менеджер Green Day. Лейбл Adeline Records закрылся в августе 2017 года после ухода Маньяреллы из Green Day.
В апреле 2015 года Армстронг открыл Broken Guitars (ныне Oakland Guitars), магазин гитар в Окленде, Калифорния, вместе с участником Pinhead Gunpowder и давним соратником Green Day, Биллом Шнайдером.
В декабре 2015 года Армстронг и Майк Дёрнт основали кофейную компанию Oakland Coffee Works. Компания продаёт органические кофейные зерна и, как говорят, является первой компанией, использующей компостируемые пакеты и стручки массового производства.
Армстронг был известен своим стилем панк-моды, который повлиял на его последователей предыдущего и нынешнего поколений настолько, что его стали называть «иконой стиля». Он также выпустил подводку для глаз совместно с Кэт фон Ди под названием «Basket Case», которая является косметическим средством, которое он использовал как часть своего певческого образа с самого начала.

### Сексуальная ориентация
Армстронг — открытый бисексуал. В интервью с журналом The Advocate в 1995 году он сказал: «Думаю, я всегда был бисексуалом. Это то, что мне было всегда интересно. Я думаю, у каждого есть фантазии о людях своего пола. Я думаю, люди рождаются бисексуальными, но наши родители и общество склоняют нас к мысли „О, так нельзя“. Они говорят, что это табу. В наших головах укоренилось, что это плохо, хотя это совсем не плохо. Это прекрасно».
В интервью журналу Out в 2010 году Армстронг сказал: «Было много людей, которые не принимали этого, которые были гомофобами. Факт того, что это является проблемой, это фобия внутри себя. Рано или поздно вы должны думать, это должно просто приниматься», и добавил: «Я не вешаю на себя никаких ярлыков. Когда дело касается секса, есть части меня, которые очень скромны и консервативны».
В феврале 2014 года, обсуждая альбом Dookie с журналом Rolling Stone, Армстронг описал пластинку как «очень затрагивающую бисексуальность». Он обсудил песню «Coming Clean», отметив, что «Это была песня о вопросах к самому себе. Есть чувства, которые ты можешь испытывать к своему полу или к противоположному, особенно в то время в Беркли и Сан-Франциско. Люди ведут себя так, как они себя ощущают: геи, бисексуалы, трансгендерные люди, кто угодно. И это открывает что-то в обществе, делая это более приемлемым. И теперь у нас начинают признаваться гей-браки… Я думаю, что это процесс познания. Я был готов на что угодно».

### Политические взгляды
Армстронг поддерживал кандидатуру Барака Обамы на президентских выборах в США в 2008 и 2012 годах. На выборах в 2016 году Армстронг поддерживал Берни Сандерса. После признания Хилари Клинтон главным кандидатом от демократической партии, Армстронг поддержал её кандидатуру. Он критиковал Дональда Трампа во время выборов и на протяжении всего его срока, называя его «фашистом» и «марионеткой иллюминатов», сравнивая его с Адольфом Гитлером, и обвиняя «необразованных белых представителей рабочего класса» в его приходе к власти. В 2017 году в интервью Rolling Stone он заявил, что не присоединяется ни к какой политической партии, и назвал себя независимым. Он снова поддержал Сандерса во время президентских выборов 2020 года, позже поддержав Джо Байдена после того, как Сандерс проиграл праймериз. После решения Верховного суда США по делу «Доббс против организации женского здравоохранения Джексона» Армстронг объявил о своих планах отказаться от гражданства Соединённых Штатов.

### Инциденты
21 сентября 2012 года, во время выступления Green Day на музыкальном фестивале iHeartRadio, Армстронг остановил выступление во время исполнения песни «Basket Case» из-за сокращения времени выступления, возможно, чтобы продлить выступление R&B исполнителя Ашера. Разгневанный Армстронг начал разглагольствовать, в то время как на экране в задней части аудитории была надпись «Осталось 1 минута», произнеся следующее: «Вы предоставили мне только одну ё****ю минуту? Да вы прикалываетесь надо мной, ё****й в рот!» Он также сказал организаторам, что он «не Джастин Бибер», и назвал фестиваль «клоунадой». Когда экран погас, Армстронг разбил свою гитару, а басист Майк Дёрнт в свою очередь разбил бас-гитару. Затем Армстронг показал палец и объявил, что Green Day вернутся, прежде чем бросить свой микрофон и уйти со сцены. Два дня спустя представитель коллектива извинился за инцидент от имени группы, заявив, что «Green Day хотели бы добиться осведомления о том, что их выступление не было прервано Clear Channel, и извинились перед всеми, кто присутствовал на фестивале iHeartRadio в Лас-Вегасе», также добавив, что Армстронг направлен в реабилитационную клинику для прохождения курса лечения от алкогольной зависимости и передозировки препаратов от бессонницы.

## Дискография

### Сольная карьера
Альбомы
- Foreverly (2013, совместно с Норой Джонс)
- No Fun Mondays (2020)

Синглы
- «Look for Love» (1977)
- «Long Time Gone» (2013)
- «I Think We’re Alone Now» (2020)
- «Manic Monday» (2020)
- «That Thing You Doǃ» (2020)
- «Kids in America» (2020)
- «You Can’t Put Your Arms Around a Memory» (2020)
- «Corpus Christi» (2020)
- «War Stories» (2020)
- «Amico» (2020)
- «Not That Way Anymore» (2020)
- «That’s Rock 'n' Roll» (2020)
- «Gimme Some Truth» (2020)
- «A New England» (2020)

### Green Day
- 1,039/Smoothed Out Slappy Hours (1991) — вокал, гитара
- Kerplunk! (1992) — вокал, гитара, барабаны в «Dominated Love Slave»
- Dookie (1994) — вокал, гитара
- Insomniac (1995) — вокал, гитара
- Nimrod. (1997) — вокал, гитара, гармоника
- Warning: (2000) — вокал, гитара, мандолина, гармоника
- American Idiot (2004) — вокал, гитара
- 21st Century Breakdown (2009) — вокал, гитара, фортепиано
- American Idiot: The Original Broadway Cast Recording (2010) — вокал, гитара, пианино
- ¡Uno! (2012) — вокал, гитара
- ¡Dos! (2012) — вокал, гитара
- ¡Tré! (2012) — вокал, гитара
- Revolution Radio (2016) — вокал, гитара
- Father of All Motherfuckers (2020) — вокал, гитара
- Saviors (2024) — вокал, гитара

### Pinhead Gunpowder
Вокал и гитара во всех
- Jump Salty (1995)
- Carry the Banner (1995)
- Goodbye Ellston Avenue (1997)
- Shoot the Moon EP (1999)
- Compulsive Disclosure (2003)
- West Side Highway 7" EP (2008)

### The Network
- Money Money 2020 (2003) — Вокал, гитара
- Trans Am (EP) (2020)
- Money Money 2020 Part II: We Told Ya So! (2020) — вокал, соло-гитара, бэк-вокал, ударные

### Foxboro Hot Tubs
- Stop Drop and Roll!!! (2008) — вокал, гитара

### SWMRS
- This Kid. (Demo) (2008) — продюсирование
- Goody Two Shoes (EP) (2009) — продюсирование
- Broadcast This (EP) (2010) — продюсирование
- Regan MacNeil (EP) (2010) — продюсирование
- Don’t Be a Dick (2011) — продюсирование
- Lost at Seventeen (2013) — продюсирование
- Swim (EP) (2014) — продюсирование

### The Boo
- The Boo (EP) (2011) — бас-гитара

### The Shrives
- Turn Me On (EP) (2015) — бас-гитара

### The Longshot
- The Longshot EP (12 апреля 2018) — вокал, гитара, бас-гитара, ударные
- Love is for Losers (20 апреля 2018) — вокал, гитара, бас-гитара, ударные
- Razor Baby (23 апреля 2018) — вокал, гитара, бас-гитара, ударные
- Bullets (23 апреля 2018) — вокал, гитара, бас-гитара, ударные
- Return to Sender (23 апреля 2018) — вокал, гитара, бас-гитара, ударные

## Фильмография
- Царь горы (сериал, 1997) — лицо
- Haunted (сериал, 2002) — Ирв Крастер
- Riding in Vans with Boys (фильм, 2003) — играет самого себя
- Страшно живи! Страшно умри! (фильм, 2006) — «Чарльз Хэнсон»
- Tony Hawk's American Wasteland (видеоигра, 2006) — играет самого себя
- Симпсоны в кино (фильм, 2007) — самого себя
- Сердце, как ручная граната (фильм, 2008) — играет самого себя
- Green Day: Rock Band (видеоигра, 2010) — играет самого себя (пение, хроника, и виртуального игрока / аватар)
- American Idiot (мюзикл) (2010, 2011) — St. Jimmy
- This is 40 (фильм, 2012) — играет самого себя
- Ordinary World (фильм, 2016) — играет бывшего панк-рокера Перри